# Alexander Sergejewitsch Gribojedow

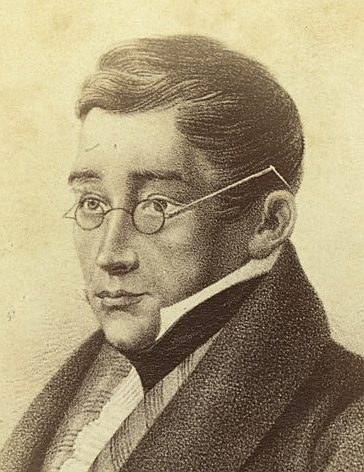
Alexander Gribojedow

Alexander Sergejewitsch Gribojedow (russisch Александр Сергеевич Грибоедов; * 4. Januarjul. / 15. Januar 1795greg. in Moskau; † 30. Januarjul. / 11. Februar 1829greg. in Teheran) war ein russischer Diplomat und Dramatiker. Seine Komödie Verstand schafft Leiden oder: Wehe dem Verstand (Gore ot uma) ist das meistaufgeführte Theaterstück in Russland.

## Leben
Alexander Sergejewitsch Gribojedow studierte von 1810 bis 1812 an der Staatlichen Universität Moskau. Nach seinem Studium trat er in ein Husaren-Regiment ein, quittierte aber bereits 1816 den Dienst. Ein Jahr später wechselte er in die öffentliche Verwaltung. 1818 wurde er Sekretär der russischen Gesandtschaft in Persien, von wo er nach Tiflis in Georgien versetzt wurde. Dort fasste er schnell in der politischen Elite Fuß, wirkte an städtebaulichen Konzeptionen, der Einrichtung kultureller Institutionen und Bildungsanstalten sowie der Gründung einer russisch-georgischen Zeitung mit.
Gribojedow begann früh zu schreiben. Für eine Bühne in Sankt Petersburg verfasste er 1816 die Verskomödie Molodyje suprugi (russisch Молодые супруги, dt. Die jungen Eheleute), denen weitere Stücke derselben Art folgten. Doch keines dieser Dramen erreichte einen derartigen Erfolg und solche Langzeitwirkung wie seine Komödie Gore ot uma (dt. Verstand schafft Leiden oder: Wehe dem Verstand), eine beißende Satire auf die russische Aristokratie und ihre Leidenschaften. Sie wurde von der Zensurbehörde abgelehnt und kursierte als vielfache Abschrift in der intellektuellen Elite.
Gribojedow kehrte enttäuscht nach Tiflis zurück, widmete sich einem Plan zur Neustrukturierung von Wirtschaft und Kultur in Transkaukasien, der die Entwicklung von Industrie, Landwirtschaft und Handel anschieben sollte. Nach dem Russisch-Persischen Krieg war er 1828 Berater des Gouverneurs von Georgien, Graf Iwan Fjodorowitsch Paskewitsch, und nahm an den Friedensverhandlungen mit Persien teil. Als er mit dem unterschriftsreifen Vertrag nach Sankt Petersburg gesandt wurde, wurde ihm dort ein großer Empfang bereitet. Der Vertrag ging als Friede von Turkmantschai in die Geschichte ein. Der Vertrag wird im Iran bis heute als einer der erniedrigendsten Verträge betrachtet, die das Land je unterzeichnen musste. Neben Gebietsverlusten und hohen Reparationszahlungen verlor das Land die Schifffahrtsrechte auf dem Kaspischen Meer. Ferner musste Persien die Kapitulationsrechte von russischen Staatsbürgern anerkennen. Konkret bedeutete dies, dass es keinem iranischen Staatsbediensteten erlaubt war, das Gebäude eines russischen Staatsbürgers im Iran zu betreten, ohne zuvor eine Genehmigung bei der russischen Botschaft eingeholt zu haben. Sämtliche rechtlichen Ansprüche an russische Staatsbürger unterlagen der russischen Rechtsprechung.
Nach 1828 plante Gribojedow, sich ganz der Literatur zu widmen. Er begann an einem romantischen Drama, Grusinskaja notsch (dt. Georgische Nacht), zu arbeiten. Am 22. April 1828 heiratete er die georgische Prinzessin Nino Tschawtschawadse, eine Tochter des Dichters Alexander Tschawtschawadse. Gribojedow spielte Klavier, Orgel und Flöte und komponierte zwei Walzer und eine Sonate.
Der Asteroid des äußeren Hauptgürtels (2837) Griboedov ist nach ihm benannt. Gleiches gilt für den Berg Gora Gribojedowa in der Antarktis.

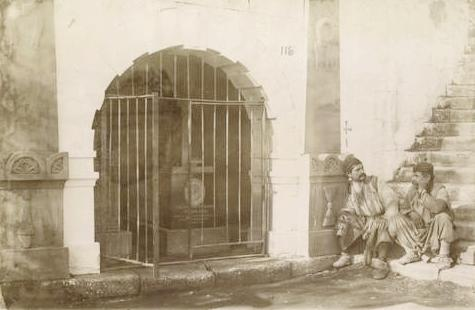
Grab Alexander Gribojedows auf dem Pantheon in Tiflis

## Tod in Teheran
Im gleichen Jahr wurde er als bevollmächtigter Minister nach Persien entsandt, um die Abwicklung der noch nicht geleisteten Zahlung der im Friedensvertrag von Turkmantschai vereinbarten Reparationen an Russland zu überwachen und mit Fath Ali Schah zu besprechen. Wenige Tage vor seiner Rückreise kam es zu einem Zwischenfall, der zum Tod von Gribojedow führen sollte. Ein armenischer Christ mit Namen Mirza Jacub, der in persische Gefangenschaft geraten und zum Islam konvertiert war, sprach in der Botschaft vor und bat um Schutz und Unterstützung bei der Rückreise in seine Heimat. Mirza Jacub stand in den Diensten des Schahs und hatte es bis zum Schatzmeister des Harems von Fath Ali Schah gebracht. Die Flucht von Mirza Jacub in die russische Botschaft wurde vom Schah und seinen Ministern als Missachtung empfunden und Gribojedow wurde aufgefordert, Mirza Jacub auszuliefern. Die Situation wurde noch dadurch verschlimmert, dass zwei junge armenische Frauen in der russischen Botschaft um Asyl nachsuchten. Vor der Botschaft hatte sich eine Menge von mehreren hundert bewaffneten Demonstranten versammelt und drohte, die Botschaft zu stürmen, wenn Mirza Jacub nicht ausgeliefert würde. Am Abend des 29. Januar übernahmen islamische Geistliche die Führung des Mobs. Sie verbreiteten die Nachricht, dass in der Botschaft zwei muslimische Frauen gefangen gehalten würden, die man zum Christentum bekehren wolle. Am folgenden Tag gab es dann kein Halten mehr und die Botschaft wurde gestürmt. Neben Gribojedow kamen 44 Personen des russischen Botschaftspersonals zu Tode. Die Botschaft wurde vollständig ausgeplündert.
Der Leichnam von Gribojedow wurde auf seinen testamentarischen Wunsch hin nach Tiflis überführt, wo er zunächst in einem Kloster und 1832 in einer Grotte auf dem Gelände des heutigen Pantheon am Berg Mtazminda begraben wurde. Das Grab wurde zum Wallfahrtsort für russische Schriftsteller.
Der Tod von Gribojedow wurde zum politischen Eklat zwischen Russland und Persien. Um den Zaren vom erneuten Einmarsch nach Persien abzuhalten, schickte der Schah Gesandte nach Sankt Petersburg, die Zar Nikolaus I. einen der größten Diamanten der Welt, den Schah-Diamant zu Füßen legten.

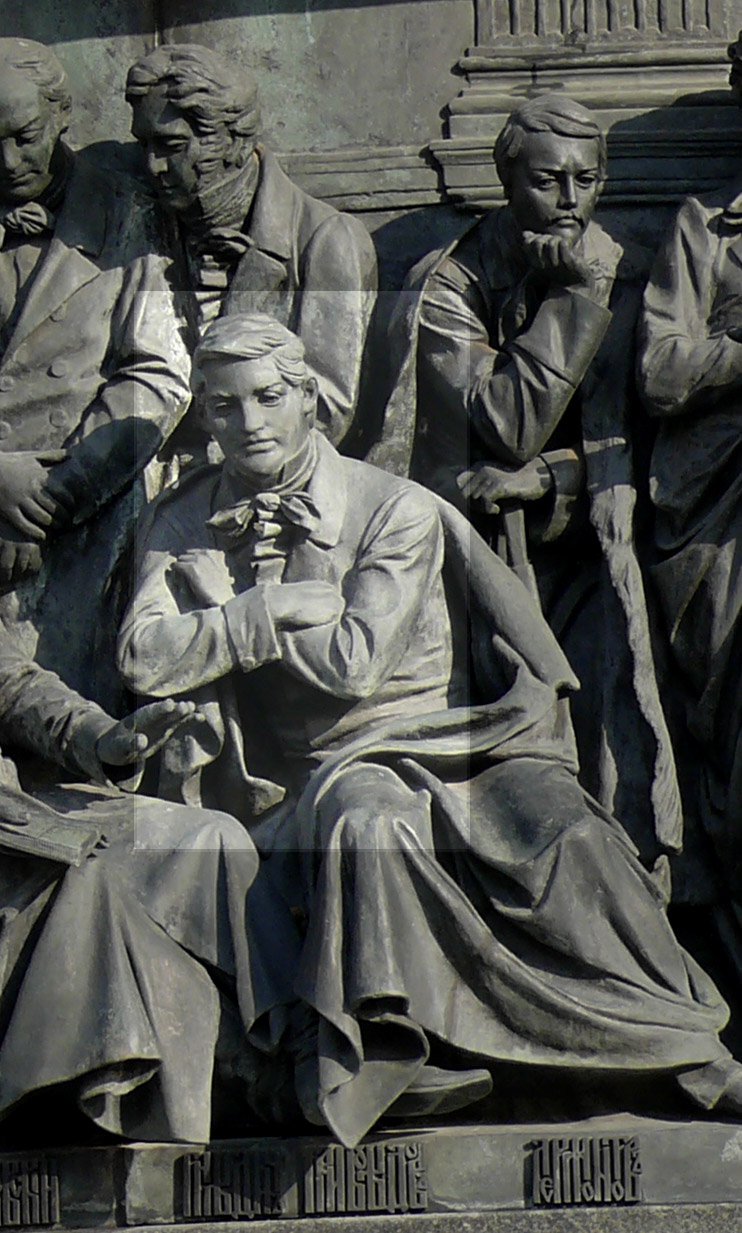
Gribojedow auf dem Nationaldenkmal Tausend Jahre Russland in Weliki Nowgorod

## Gore ot uma(Горе от ума)
Die Verskomödie Gore ot uma („Verstand schafft Leiden“) kritisiert die russische Gesellschaft. Ein hoher Beamter bezeichnete sie als ein „satirisches Pamphlet gegen Moskau“. Die eigentliche Geschichte des Stückes ist eher dünn, die Darstellung gesellschaftlicher Typen dafür umso genauer. Die Hauptpersonen sind Famusow, ein Liebhaber überkommener Misswirtschaft und Reformhasser, sein Sekretär Molchalin, ein erstrangiger serviler Schmeichler, Reptilow, ein junger Adliger, liberal und verrückt nach englischem Lebensstil, sowie Tschatski, ein ironischer Satiriker, der gerade aus Westeuropa zurückgekehrt ist und sich über die Schwächen der Anderen lustig macht. Er ist der Held des Stückes. Seine Worte spiegelten die Auffassungen der jungen Intellektuellen Russlands wider, die in den Dekabristenaufstand von 1825 mündeten.
Obgleich das Theaterstück in der klassischen französischen Komödie Molières wurzelt, sind die Typen bei Gribojedow individueller und die Wechselwirkungen zwischen Individuum und Gesellschaft sind ein funkelndes dialektisches Geben und Nehmen. Michail Bulgakow hat später die Hauptschauplätze seines satirischen Romans Der Meister und Margarita nach Gribojedow benannt.
Gribojedow schrieb das Stück im Sommer 1823 in Georgien und Russland, brachte es dann nach Sankt Petersburg. Dort wurde es von der Zensurbehörde abgelehnt. Es wurde zu seinen Lebzeiten nie gedruckt. Es existierten davon jedoch viele Abschriften, die privat zirkulierten. Die erste Ausgabe wurde 1833 veröffentlicht, vier Jahre nach seinem Tode. Er sah es nur einmal auf der Bühne, im Dezember 1827, aufgeführt von Offizieren der Garnison in Jerewan.

## Werke
- Aleksandr Griboedov: Verstand schafft Leiden. Komödie in vier Aufzügen. Verlag: Reclam Philipp Jun., 1991, ISBN 978-3-15-009884-4
- Aleksandr Griboedov: Wehe dem Verstand: Komödie in 4 Akten in Versen. Friedenauer Presse, Berlin 2004, ISBN 3-932109-36-8
- Aleksandr S. Griboedov; Aleksandr S. Puskin; Michail Ju. Lermontov: Oeuvres. Hrsg. v. Gabriel Arout, Gallimard, Paris 2003, ISBN 2-07-010774-4
- A. S. Griboedov: Chmelitskij sbornik. Rossijskaja Akademija Nauk, SGU, Smolensk 1998, ISBN 5-88984-058-4